# نی کالسدونا
نی کالسدونا، (به انگلیسی: Nea Chalkidona)،(به یونانی: Νέα Χαλκηδόνα) حومه بخش شمالی آتن در یونان است. از سال ۲۰۱۱ بخش از شهرداری مرکزی آتن گشت.

نی کالسدونا، به معنای کالسدون نو می‌باشد. بخش بزرگی از این ناحیه از جنگل‌ها و زمین‌های کشاورزی پوشیده شده‌است.